# Hans Ramisch
Hans Karlmann Ramisch (* 1936 in Böhmisch Kamnitz, Tschechoslowakei; † 21. August 2020) war ein deutscher Kunsthistoriker und Denkmalpfleger.

## Leben
Ab 1955 studierte er Kunstgeschichte an der Universität München und wurde dort 1962 bei Theodor Müller promoviert. Anschließend war er Volontär am Städelschen Kunstinstitut und am Liebieghaus in Frankfurt am Main. Ab 1966 arbeitete er für das Bayerische Landesamt für Denkmalpflege, zunächst als wissenschaftlicher Angestellter, ab 1969 als Museumsassessor, ab 1969 als Konservator, ab 1973 als Oberkonservator, ab 1978 als Hauptkonservator. 
Von 1981 bis zu seiner Pensionierung 2001 war er Leiter des Kunstreferats im Erzbischöflichen Ordinariat München. In dieser Funktion war er wesentlich an der Renovierung der Münchner Frauenkirche zwischen 1989 und 1994 beteiligt. Er setzte sich für Kunstdenkmäler-Inventarisation des Erzbistums ein und war als Vorsitzender des Kuratoriums und des Beirats auch für das Diözesanmuseum Freising tätig.

## Veröffentlichungen (Auswahl)
- Zur Salzburger Holzplastik im zweiten Drittel des 15. Jahrhunderts. Versuch einer regionalen Entwicklungsgeschichte. In: Mitteilungen der Gesellschaft für Salzburger Landeskunde. Jahrgang 104, 1964, S. 1–88 (Dissertation; zobodat.at [PDF]).
- Landkreis Feuchtwangen (= Bayerische Kunstdenkmale, Band 21). Deutscher Kunstverlag, München 1964.
- Landkreis Uffenheim (= Bayerische Kunstdenkmale, Band 22). Deutscher Kunstverlag, München 1966.
- mit Peter Pfister: Der Dom zu Unserer Lieben Frau in München. Erich Wewel Verlag, München 1987, ISBN 3-87904-160-1.
- Die Münchner Frauenkirche. Restaurierung und Rückkehr ihrer Bildwerke zum 500. Jahrestag der Weihe am 14. April 1994. Pfeiffer, München 1994, ISBN 3-7904-0626-0.
- Die Restaurierung der Kunstwerke aus der Münchner Frauenkirche und das Projekt der künstlerischen Ausstattung zum Jubiläumsjahr 1994. In: Monachium sacrum. Festschrift zur 500-Jahr-Feier der Metropolitankirche Zu Unserer Lieben Frau in München. Band 2: Kunstgeschichte. Deutscher Kunstverlag, München 1994, ISBN 3-422-06116-9, S. 603–658.
- mit Alois Heß und Hildegard Ramisch: Das Mesnerbuch der Pfarr- und Stiftskirche Zu Unserer Lieben Frau in München aus dem Jahre 1532 im Bayerischen Hauptstaatsarchiv, Klosterliteralien, München U. L. Fr. 69 (= Fontes 28). Universitätsbibliothek Heidelberg, Heidelberg 2009 (uni-heidelberg.de).
- Altar-Bilder im ersten christlichen Jahrtausend. Der christliche Altar und seine heilsgeschichtlichen Bildsysteme. Scaneg, München 2018, ISBN 978-3-89235-095-8.
- Die Bilder und ihre Inschriften im Innenraum und an den Fassaden von San Marco in Venedig im Kontext lateinischer Kirchenväter und der Spiritualität der Reform-Orden des 11.–13. Jahrhunderts. Scaneg, München 2020, ISBN 978-3-89235-098-9.